# فيلانتيريو (بافيا)
فيلانتيريو (بالإيطالية: Villanterio)‏ هي بلدة تقع في مقاطعة بافيا بإقليم لومبارديا في شمال إيطاليا. تبلغ مساحة هذه المدينة 14.5 (كم²)، وترتفع عن سطح البحر 75 م، بلغ عدد سكانها 3201 نسمة في عام 2010 حسب إحصاء المعهد الوطني للإحصاء.

## السكان
في سنة 1861 بلغ عدد السكان 3٬146 نسمة، وتطور العدد ليصل في سنة 2011 لـ 3٬153 نسمة.
يظهر هذا المخطط البياني تطور النمو السكاني لـ فيلانتيريو (بافيا)

## وصلات خارجية
- الموقع الرسمي